# Ruagea tomentosa
Ruagea tomentosa là một loài thực vật có hoa trong họ Meliaceae. Loài này được Cuatrec. miêu tả khoa học đầu tiên năm 1950.